# Jump Back: The Best of The Rolling Stones
Jump Back: The Best of The Rolling Stones je šesti po redu (službeni) kompilacijski album The Rolling Stonesa. To je prva kompilacija Stonesa koja je izašla na CD-u, kao i prvi album koji su objavili za Virgin Records. Kompilacija obuhvaća njihove pjesme počevši od albuma Sticky Fingers iz 1971. pa sve do albuma Steel Wheels objavljenog 1989.

## Popis pjesama
1. "Start Me Up" – 3:34
2. "Brown Sugar" – 3:48
3. "Harlem Shuffl" – 3:24
4. "It's Only Rock 'n' Roll (But I Like It)" – 5:07
5. "Mixed Emotions" – 4:01
6. "Angie" – 4:31
7. "Tumbling Dice" – 3:45
8. "Fool to Cry" – 4:06
9. "Rock and a Hard Place" – 4:05
10. "Miss You" – 3:34
11. "Hot Stuff" – 3:30
12. "Emotional Rescue" – 5:39
13. "Respectable" – 3:07
14. "Beast of Burden" – 3:28
15. "Waiting on a Friend" – 4:35
16. "Wild Horses" – 5:43
17. "Bitch" – 3:36
18. "Undercover of the Night" – 4:33

## Top ljestvice

### Album
| Godina | Ljestvica         | Pozicija |
| ------ | ----------------- | -------- |
| 1993.  | UK Top 75 Albumi  | #16      |
| 2004.  | The Billboard 200 | #30      |

## Vanjske poveznice
- allmusic.com [neaktivna poveznica] - Jump Back: The Best of The Rolling Stones